# Tarnawa Rzepińska
Tarnawa Rzepińska (prononciation : [tarˈnava ʐɛˈpiɲska]) est un village polonais de la gmina de Torzym dans le powiat de Sulęcin de la voïvodie de Lubusz dans l'ouest de la Pologne.

## Géographie
Il se situe à environ 12 kilomètres à l'ouest de Torzym (siège de la gmina), 18 kilomètres au sud-ouest de Sulęcin (siège du powiat), 49 kilomètres au sud-ouest de Gorzów Wielkopolski (capitale de la voïvodie) et 61 kilomètres au nord-ouest de Zielona Góra (siège de la diétine régionale).

## Démographie
Le village comptait approximativement une population de 105 habitants en 2009.

## Histoire
Le nom allemand du village était Tornow.
Après la Seconde Guerre mondiale, avec la mise en œuvre de la ligne Oder-Neisse, le village est intégré à la République populaire de Pologne. La population d'origine allemande est expulsée et remplacée par des polonais.
De 1975 à 1998, le village appartenait administrativement à la voïvodie de Zielona Góra.

Depuis 1999, il appartient administrativement à la voïvodie de Lubusz

## Galerie

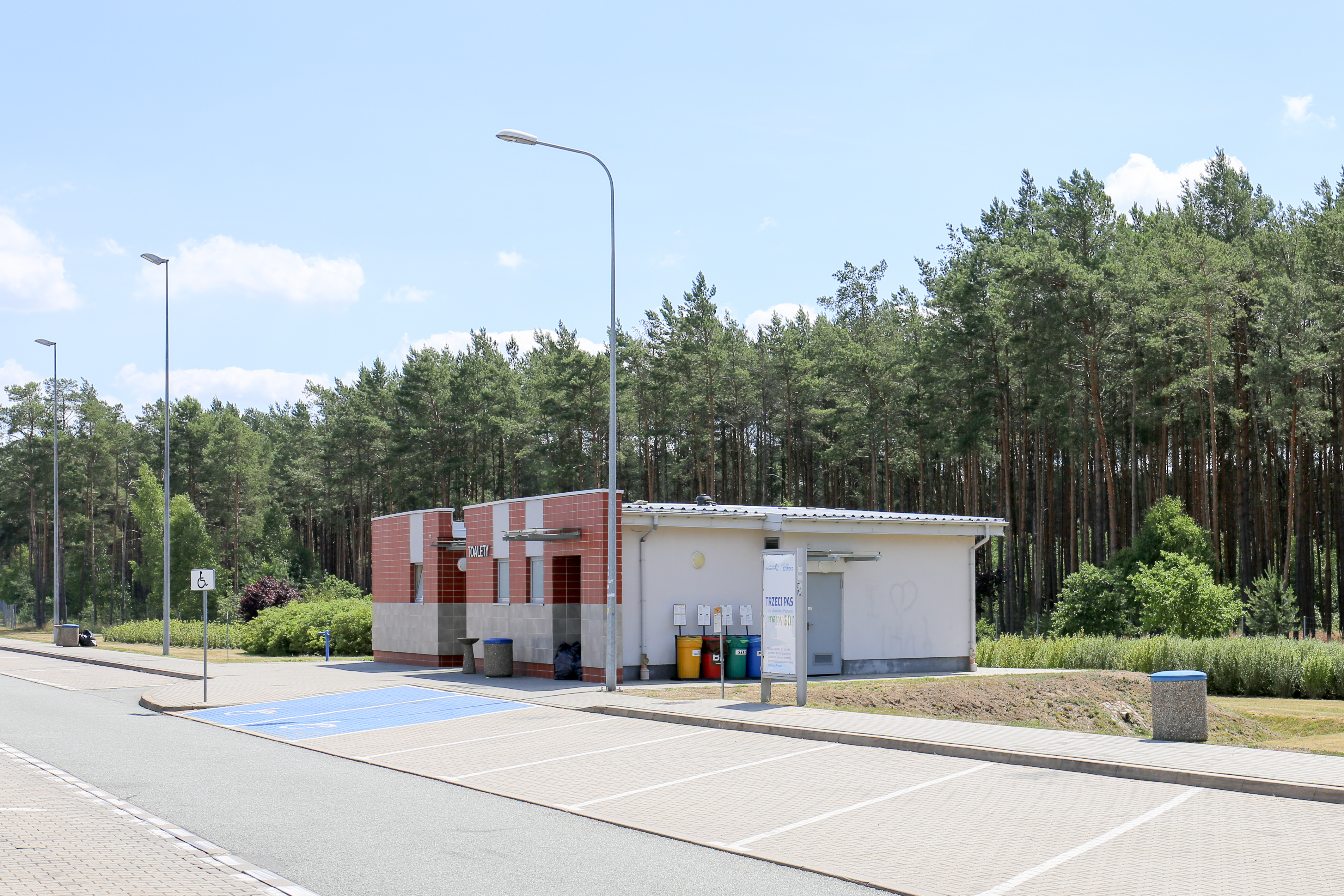
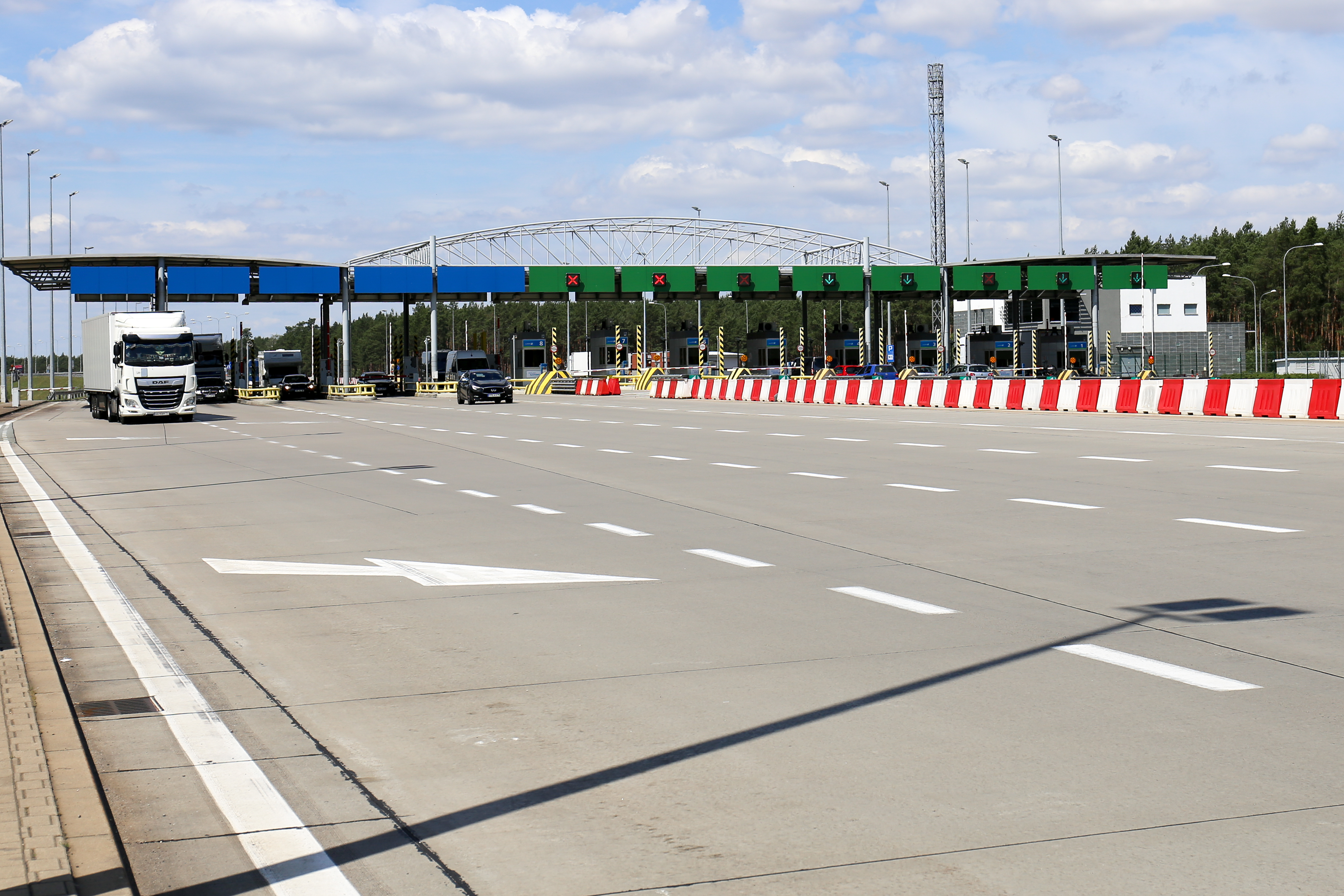
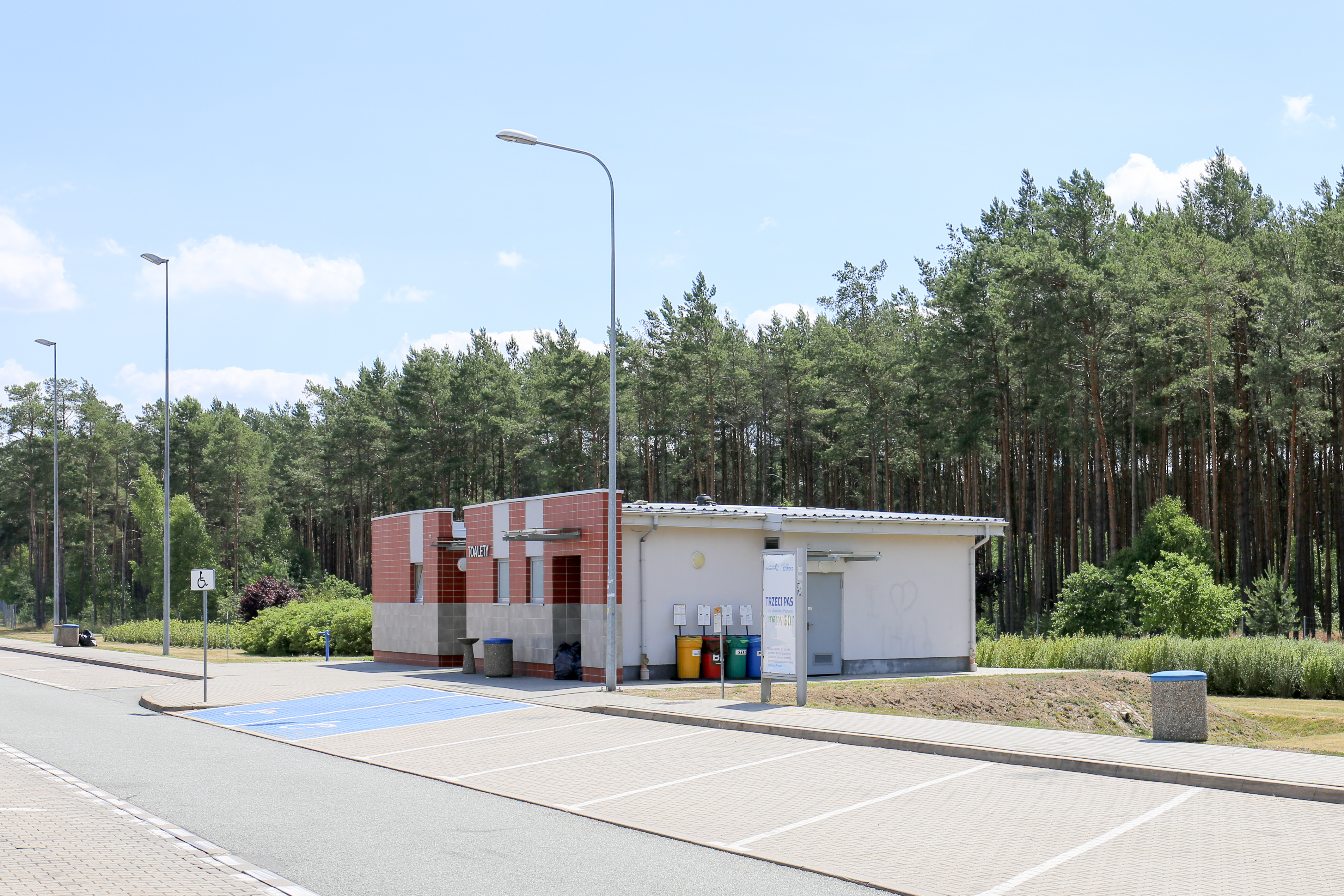
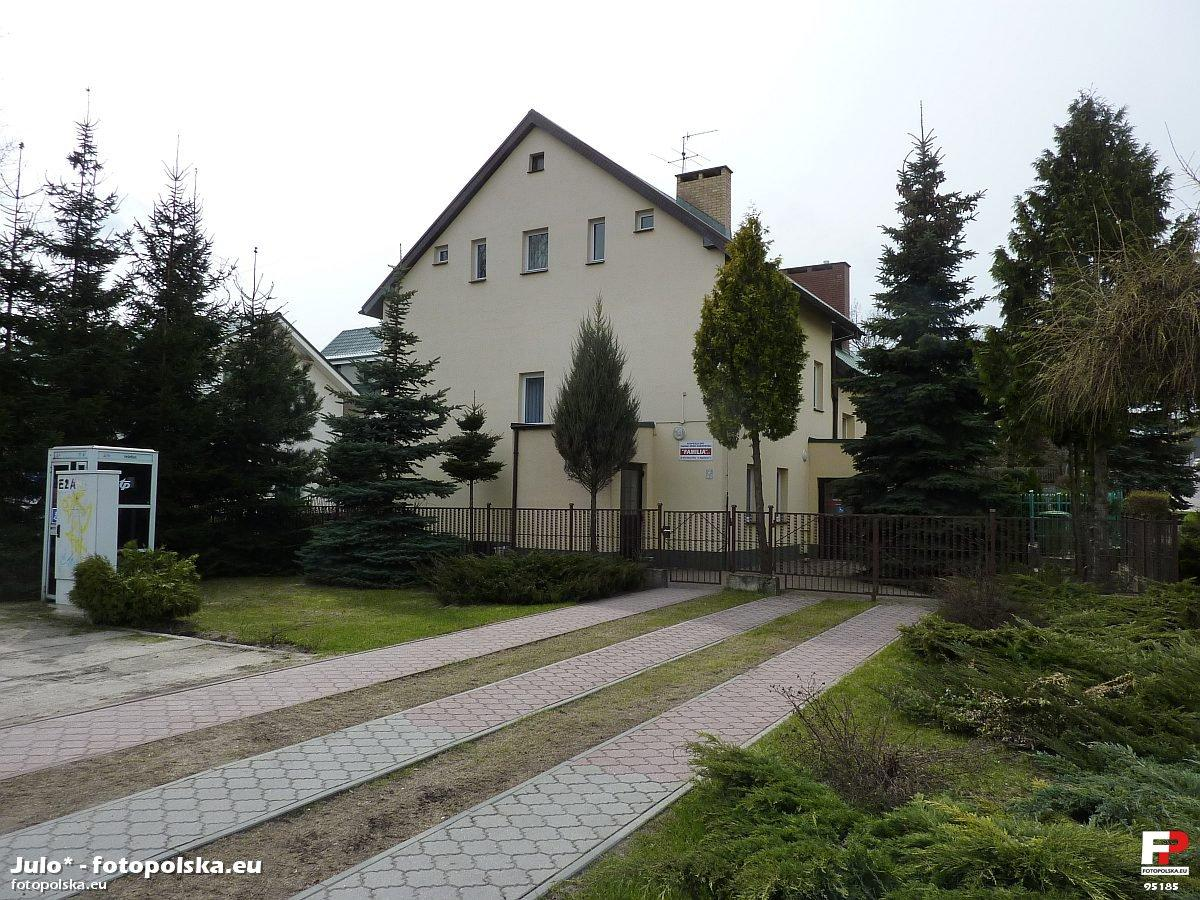
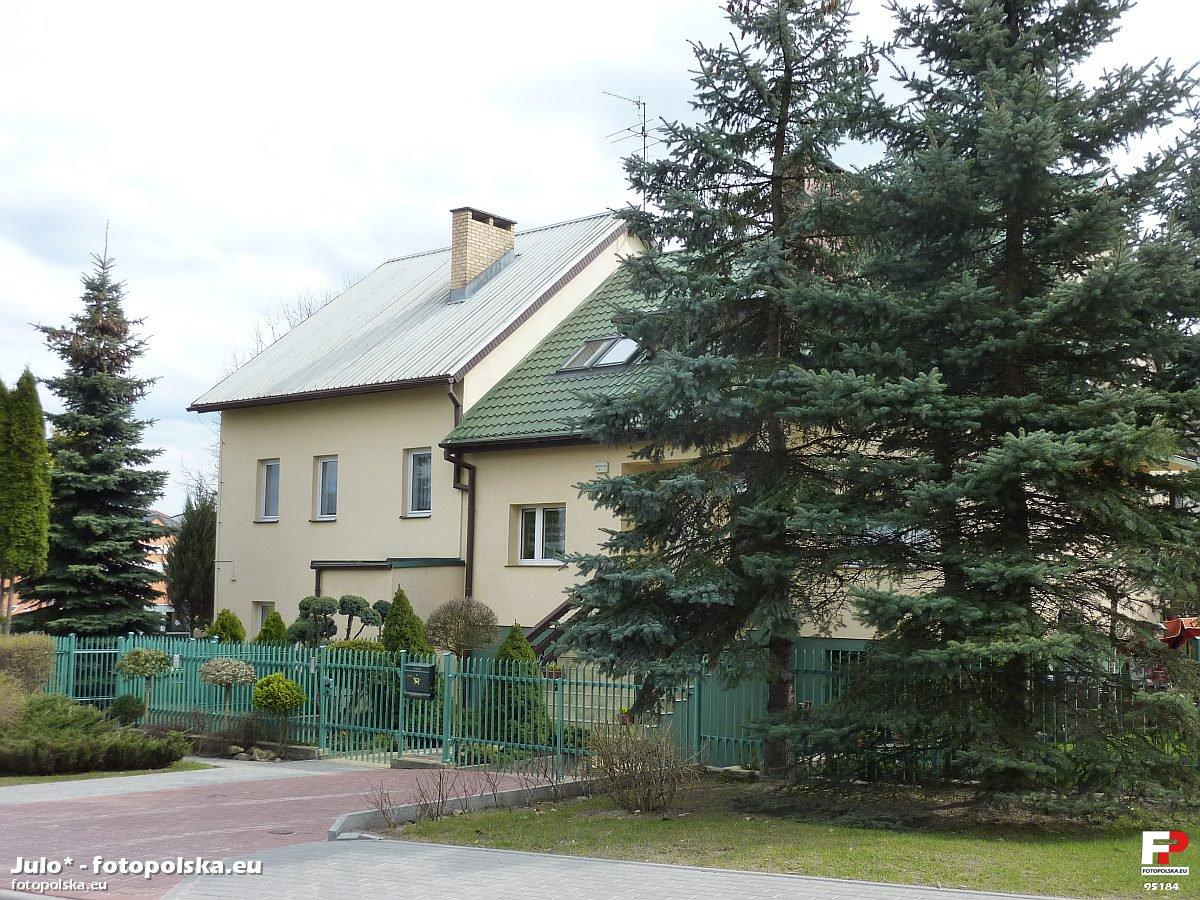
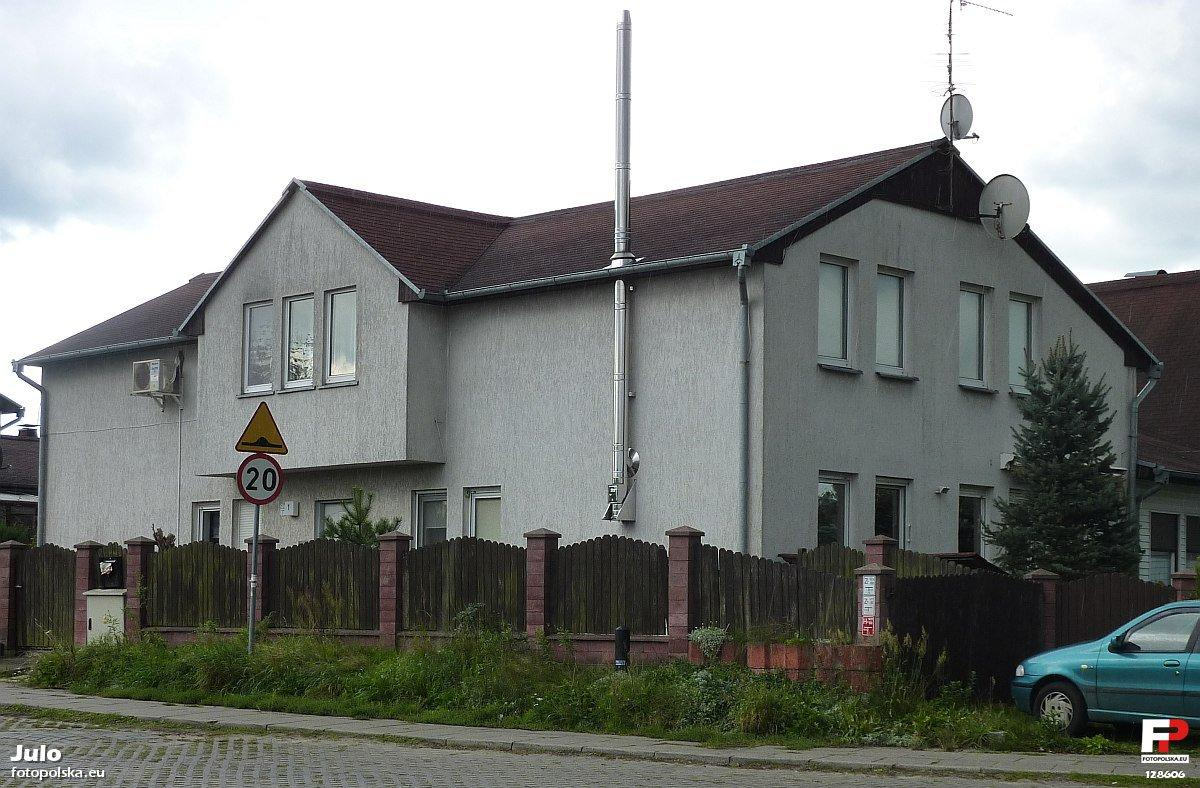
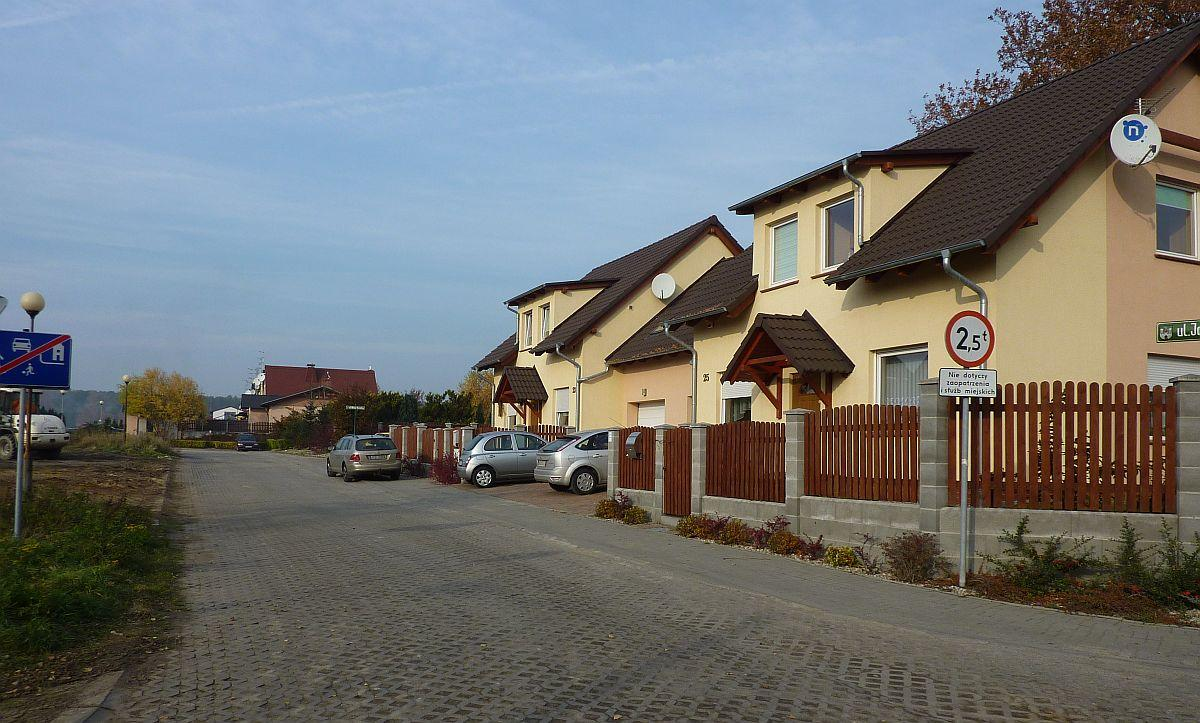
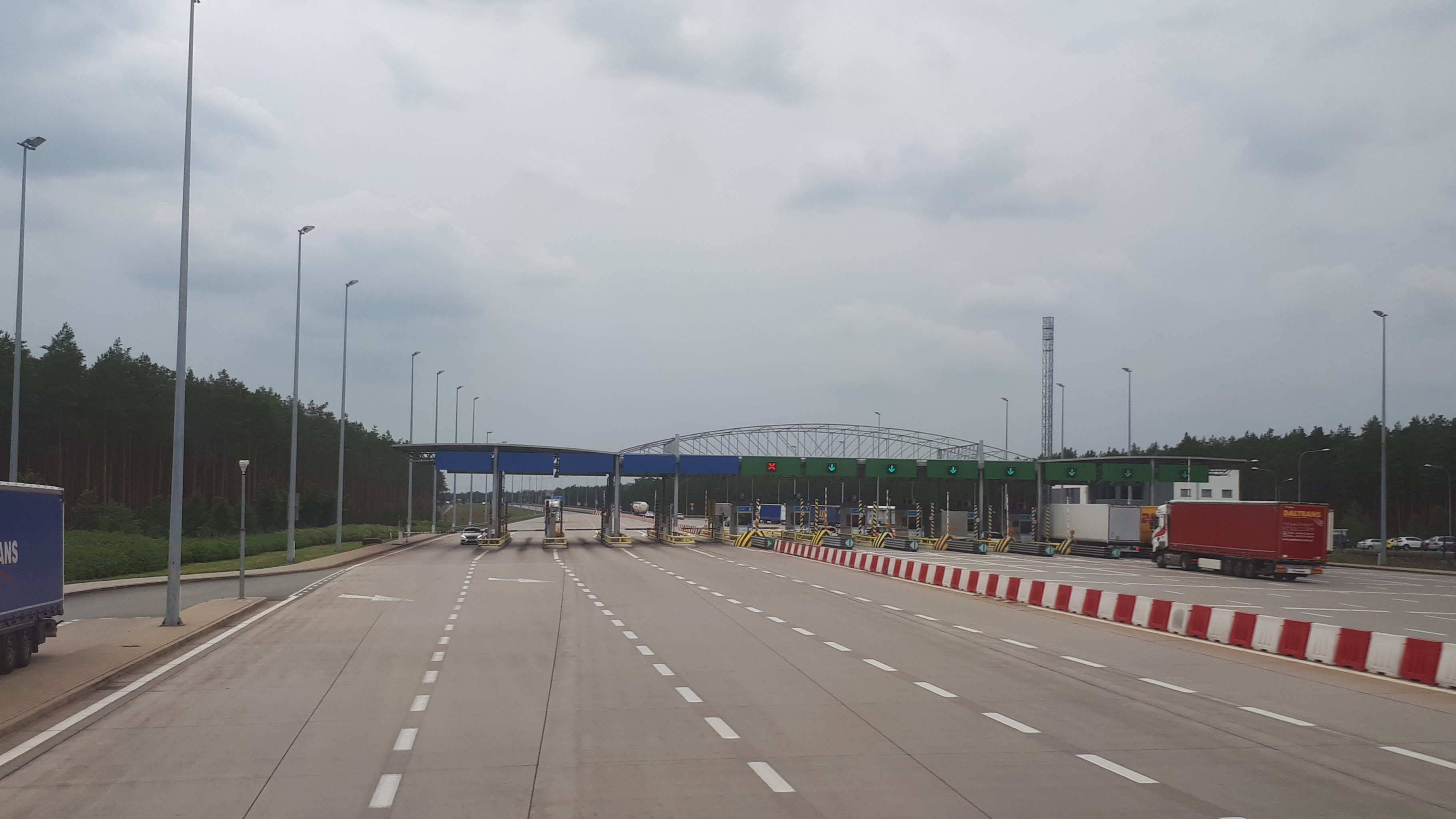
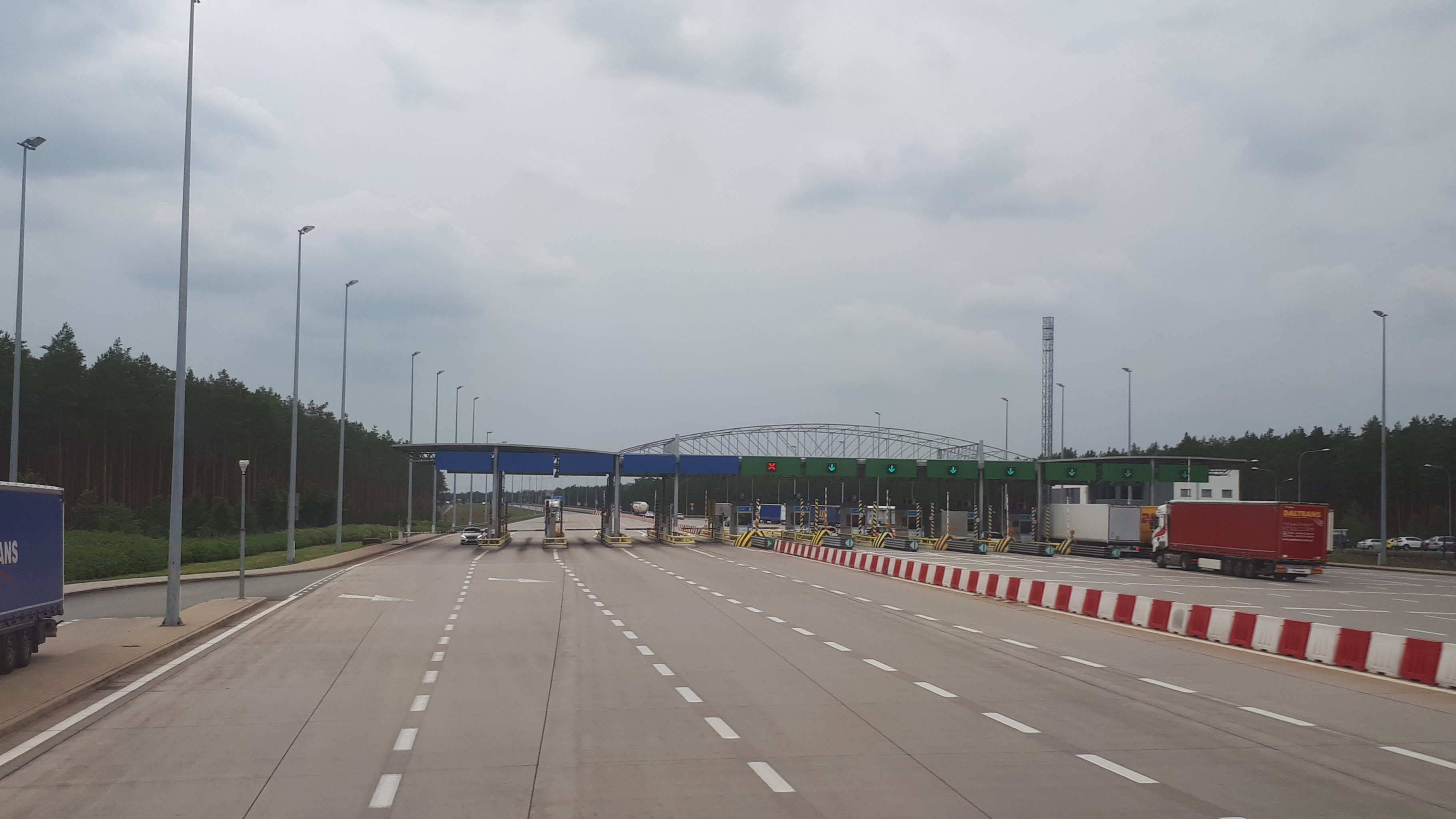
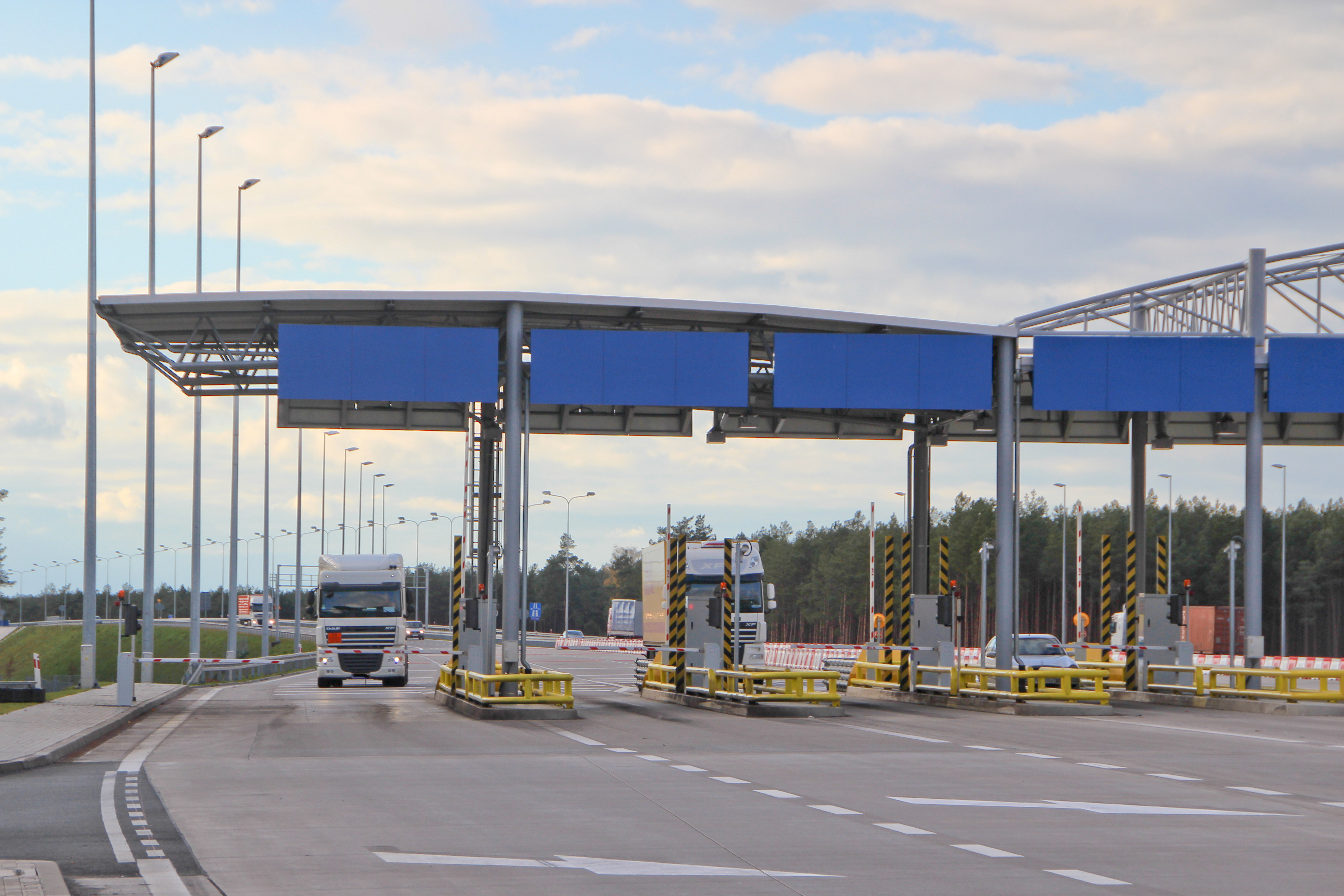
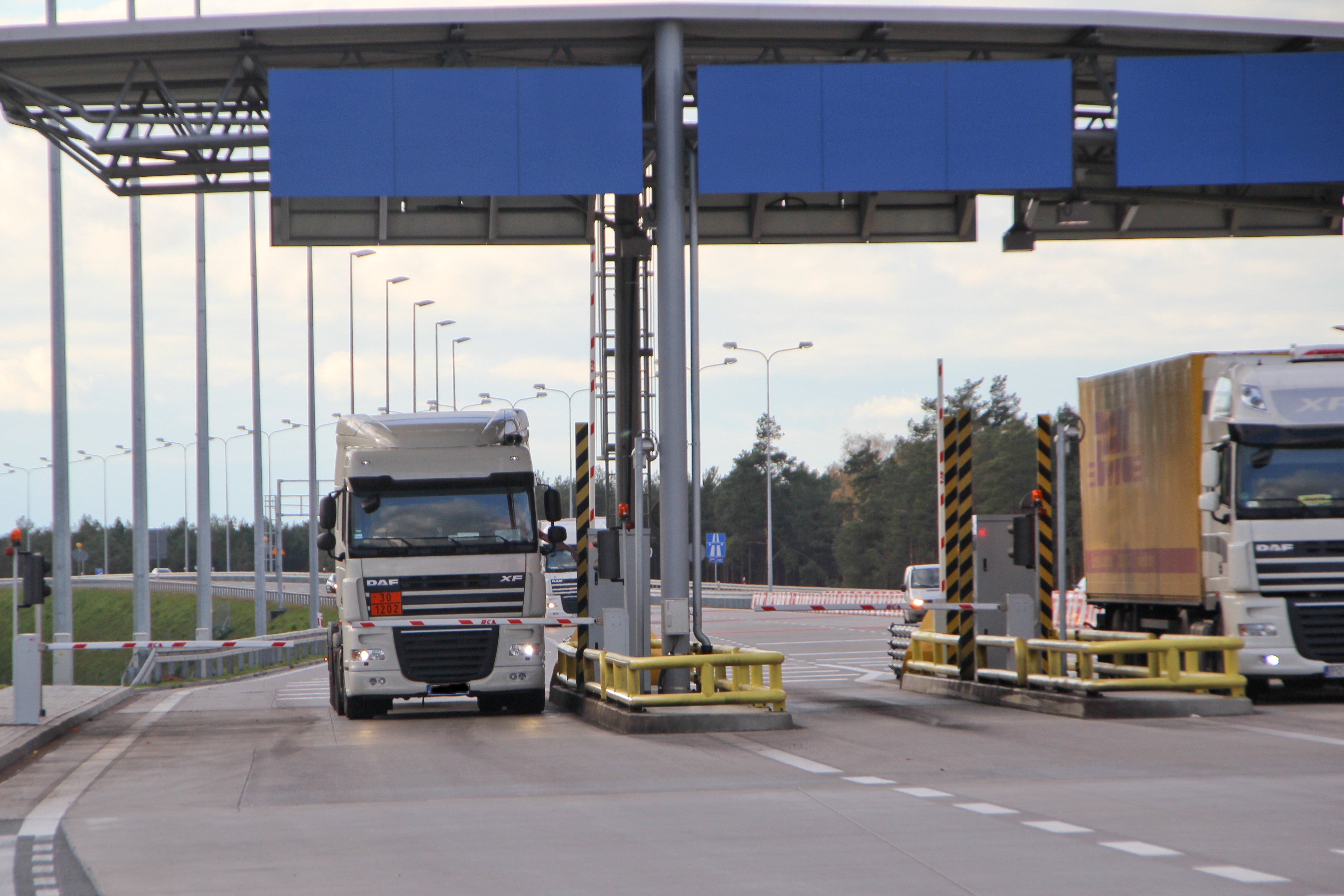
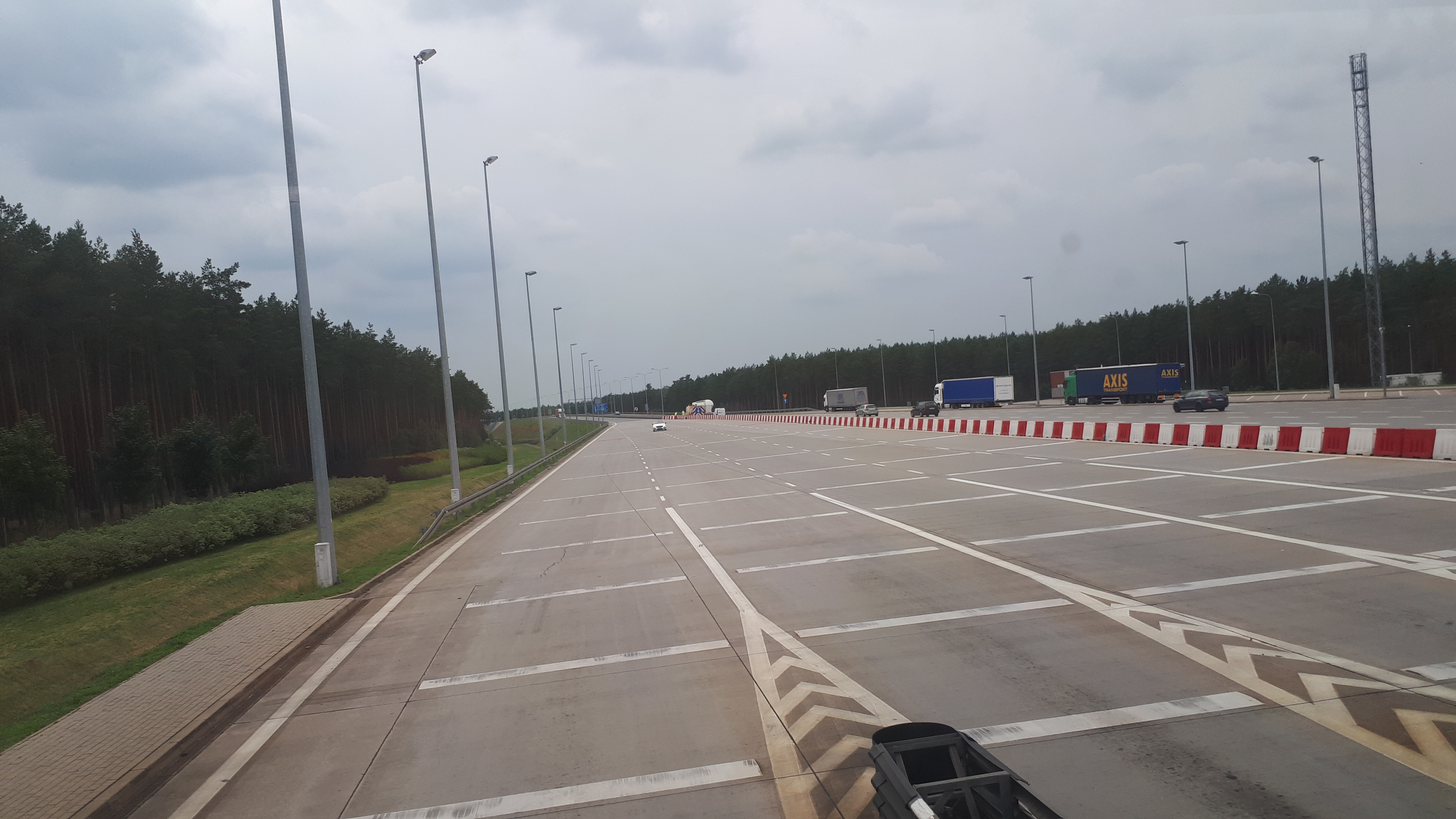